# Wiltrud Drexel
Wiltrud Drexel (n. 16 august 1950, Feldkirch, Vorarlberg, Austria) este o schioare alpină ce a reprezentat Austria, medaliată olimpică. A participat la o ediție a Jocurilor Olimpice (1972) în care a câștigat o medalie de bronz.

## Participări
Lista de mai jos prezintă principalele competiții la care a participat Wiltrud Drexel de-a lungul carierei.
- alpine skiing at the 1972 Winter Olympics – women's giant slalom[*]